# Scooby-Doo! Holdszörnyes őrület
A Scooby-Doo! Holdszörnyes őrület (eredeti cím: Scooby-Doo! Moon Monster Madness) 2015-ben bemutatott amerikai televíziós 2D-s számítógépes animációs film, amelynek a rendezője Paul McEvoy, a producerei Paul McEvoy és Sam Register, az írója Mark Banker, a zeneszerzője Andy Sturmer. A film a Warner Bros. Animation gyártásában készült a Warner Home Video és forgalmazásában jelent meg. Műfaját tekintve filmvígjáték.
Amerikában 2015. február 3-án mutatták be digitálisan, Magyarországon 2015. április 21-én mutatták be DVD-n.

## Cselekmény
A milliárdos Sly báró tombolát hirdet, amin jegyeket lehet nyerni legújabb űrhajója, a Sly Star One kilövésére, ami a báró Holdon lévő bázisára indul. Az utazás utolsó öt helyét a Rejtély Rt. tagjai nyerik meg, akik kezdetben élvezik az űrhajózás okozta izgalmakat, de aztán hajójukat megtámadja egy titokzatos földönkívüli. A bázisra érkezés után a csapat nekilát, hogy kiderítse az őket megtámadó űrlény rejtélyét.

## Szereplők
| Szereplő                   | Eredeti hang             | Magyar hang            |
| -------------------------- | ------------------------ | ---------------------- |
| Scooby-Doo                 | Frank Welker             | Vass Gábor             |
| Fred                       | Frank Welker             | Markovics Tamás        |
| Bozont                     | Matthew Lillard          | Fekete Zoltán          |
| Diána                      | Grey DeLisle             | Hámori Eszter          |
| Vilma                      | Mindy Cohn               | Madarász Éva           |
| Sly báró                   | Malcolm McDowell         | Jakab Csaba            |
| Clark Sziporka             | Eric Bauza               | Horváth-Töreki Gergely |
| Shannon Lucas              | Jennifer Hale            | Sipos Eszter Anna      |
| Ridley                     | Jennifer Hale            | Kiss Eszter            |
| Hudson                     | Fred Tatasciore          | Kajtár Róbert          |
| LEROM                      | Diedrich Bader           | Csőre Gábor            |
| Zip Elvin                  | Mark Hamill              | Barbinek Péter         |
| Uvinious "Torpedó" Botango | Kevin Michael Richardson | Maday Gábor            |
| Colt Steelcase             | Jeff Bennett             | Rosta Sándor           |